# Nyeme Costa
Pour les articles homonymes, voir Costa.
Nyeme Victoria Alexandre Costa Nunes est une joueuse brésilienne de volley-ball née le 11 octobre 1998 à Barra do Corda, dans le Maranhão. Elle a remporté avec l'équipe du Brésil la médaille de bronze du tournoi féminin aux Jeux olympiques d'été de 2024, organisés à Paris.